# Chinesisches Rotwangenhörnchen
Das Chinesische Rotwangenhörnchen (Dremomys pyrrhomerus), auch Rothüftenhörnchen genannt, ist eine Hörnchenart aus der Gattung der Rotwangenhörnchen (Dremomys). Sie kommt im Zentrum und Süden der Volksrepublik China, auf der Insel Hainan sowie im äußersten Norden Vietnams vor.

## Merkmale
Das Chinesische Rotwangenhörnchen erreicht eine Kopf-Rumpf-Länge von etwa 19,4 bis 21 Zentimetern. Der Schwanz erreicht eine Länge von 14 bis 16,2 Zentimetern und ist damit deutlich kürzer als der Restkörper. Der Hinterfuß wird 50 bis 55 Millimeter lang, die Ohrlänge beträgt 22 bis 24 Millimeter. Die Tiere sind oberseits einfarbig graubraun mit olivfarbener und rötlicher Schattierung. Sie ähneln darin dem Echten Rotwangenhörnchen (D. rufigenis) und das Rotkehlhörnchen (Dremomys gularis), haben jedoch  auffällig rötlichbraune Flecken an der Hüfte. Die Wangen und die Körperseiten sind dagegen nicht besonders rot, hinter den Augen haben sie jedoch gelbliche Flecken. Die Bauchseite ist weiß bis grau. Der Schwanz ist oberseits weiß gesprenkelt, unterseits leuchtend rot.

## Verbreitung
Das Chinesische Rotwangenhörnchen kommt im Zentrum und Süden der Volksrepublik China, auf der Insel Hainan sowie im äußersten Norden Vietnams vor. Innerhalb von China lebt die Art in den Provinzen Guangxi, Hunan, Guangdong, Fujian, Anhui, Sichuan und Hubei. Die auf Hainan vorkommenden Tiere bilden dabei eine eigene Unterart.

## Lebensweise
Über die Lebensweise des Chinesischen Rotwangenhörnchens liegen nur wenige Informationen vor. Das Habitat ist felsig und die Art ist anders als andere Arten der Gattung fast ausschließlich bodenlebend und lebt in Erdlöchern. Während des Winters sind die Tiere unregelmäßig aktiv.

## Systematik
Das Chinesische Rotwangenhörnchen wird als eigenständige Art innerhalb der Gattung der Rotwangenhörnchen (Dremomys) eingeordnet, die aus sechs Arten besteht. Die wissenschaftliche Erstbeschreibung stammt von Oldfield Thomas aus dem Jahr 1895, der die Art anhand eines Individuums aus der Region nahe der Stadt Yichang am Jangtsekiang beschrieb. Das Rotkehlhörnchen (Dremomys gularis) wurde zeitweise dieser Art zugeordnet, gilt jedoch mittlerweile als eigene Art.
Innerhalb der Art wird neben der Nominatform Dremomys pyrrhomerus pyrrhomerus mit Dremomys pyrrhomerus riudonensis von der Insel Hainan eine zweite Unterart unterschieden. Smith & Yan Xie 2009 grenzen zudem Dremomys pyrrhomerus melli als weitere Unterart ab.

## Status, Bedrohung und Schutz
Das Chinesische Rotwangenhörnchen wird von der International Union for Conservation of Nature and Natural Resources (IUCN) als nicht gefährdet (Leat concern) eingeordnet. Begründet wird dies durch das vergleichsweise große Verbreitungsgebiet und das angenommene häufige Vorkommen der Art. Potenzielle Gefährdungsursachen für den Bestand dieser Art sind nicht bekannt.

## Belege
1. 1 2  Robert S. Hoffmann, Andrew T. Smith: Red-Hipped Squirrel. In: Andrew T. Smith, Yan Xie: A Guide to the Mammals of China. Princeton University Press, Princeton NJ 2008, ISBN 978-0-691-09984-2, S. 186–187.
2. 1 2 3 4  Richard W. Thorington Jr., John L. Koprowski, Michael A. Steele: Squirrels of the World. Johns Hopkins University Press, Baltimore MD 2012; S. 156–157. ISBN 978-1-4214-0469-1
3. 1 2 3  Dremomys pyrrhomerus in der Roten Liste gefährdeter Arten der IUCN 2014.2. Eingestellt von: Andrew T. Smith, C.H. Johnston, 2008. Abgerufen am 9. November 2014.
4. 1 2 3 4  Dremomys pyrrhomerus In: Don E. Wilson, DeeAnn M. Reeder (Hrsg.): Mammal Species of the World. A taxonomic and geographic Reference. 2 Bände. 3. Auflage. Johns Hopkins University Press, Baltimore MD 2005, ISBN 0-8018-8221-4.